# Хондурас на Светском првенству у атлетици на отвореном 2023.
Хондурас је учествовао на 19. Светском првенству у атлетици на отвореном 2023. одржаном у Будимпешти од 19. до 27. августа деветнаести пут, односно, учествовао је на свим првенствима до данас. Репрезентацију Хондураса је представљао један такмичар који се такмичио у трци на 100 метара.,
На овом првенству такмичар Хондураса није освојио ниједну медаљу, нити је остварио неки резултат.

## Учесници
Мушкарци: 
- Melique García — 100 м

## Резултати

### Мушкарци
| Атлетичар      | Дисциплина | Лични рекорд | Предтакмичење | Предтакмичење | Квалификације        | Квалификације        | Полуфинале           | Полуфинале           | Финале               | Финале       | Детаљи |
| Атлетичар      | Дисциплина | Лични рекорд | Резултат      | Место         | Резултат             | Место                | Резултат             | Место                | Резултат             | Место        | Детаљи |
| -------------- | ---------- | ------------ | ------------- | ------------- | -------------------- | -------------------- | -------------------- | -------------------- | -------------------- | ------------ | ------ |
| Melique García | 100 м      | 10,50        | 10,96         | 4. у гр. 3    | Није се квалификовао | Није се квалификовао | Није се квалификовао | Није се квалификовао | Није се квалификовао | 12 / 71 (75) |        |